# Unione Sportiva Foggia 2007-2008
Questa pagina raccoglie i dati riguardanti l'Unione Sportiva Foggia nelle competizioni ufficiali della stagione 2007-2008.

## Stagione
Il Foggia nel 2007-2008 partecipò al campionato di Serie C1 classificandosi al quinto posto; nei playoff perse in semifinale con la Cremonese.
In Coppa Italia Serie C fu eliminato al primo turno, classificandosi terzo nel girone R eliminatorio, dietro a Benevento e Real Marcianise (qualificate) e davanti a Paganese e San Felice Normanna.

## Divise
| Casa | Trasferta |

## Rosa
| N. |                   | Ruolo | Calciatore           |
| -- | ----------------- | ----- | -------------------- |
|    | Italia (bandiera) | P     | Michael Agazzi       |
|    | Italia (bandiera) | P     | Antonio Castelli     |
|    | Italia (bandiera) | P     | Gioacchino Cavaliere |
|    | Italia (bandiera) | P     | Lucio Veneziano      |
|    | Italia (bandiera) | D     | Marco Arno           |
|    | Italia (bandiera) | D     | Alessandro Basta     |
|    | Italia (bandiera) | D     | Tommaso Colombaretti |
|    | Italia (bandiera) | D     | Daniele Delli Carri  |
|    | Italia (bandiera) | D     | Giovanni Ignoffo     |
|    | Italia (bandiera) | D     | Andrea Lisuzzo       |
|    | Italia (bandiera) | D     | Nicola Mora          |
|    | Italia (bandiera) | D     | Manuel Panini        |
|    | Italia (bandiera) | D     | Giuseppe Rinaldi     |
|    | Italia (bandiera) | D     | Massimo Russo        |
|    | Italia (bandiera) | D     | Gianluca Zanetti     |
|    | Italia (bandiera) | C     | Antonino Cardinale   |
|    | Italia (bandiera) | C     | Tommaso Coletti      |

| N. |                    | Ruolo | Calciatore            |
| -- | ------------------ | ----- | --------------------- |
|    | Italia (bandiera)  | C     | Tony D'Amico          |
|    | Italia (bandiera)  | C     | Fabio Giordano        |
|    | Italia (bandiera)  | C     | Simone Groppi         |
|    | Italia (bandiera)  | C     | Ivan Tisci            |
|    | Italia (bandiera)  | A     | Giuseppe Agostinone   |
|    | Italia (bandiera)  | A     | Cristian Biancone     |
|    | Italia (bandiera)  | A     | Antonio Comperchio    |
|    | Italia (bandiera)  | A     | Umberto Del Core      |
|    | Italia (bandiera)  | A     | Antonio D'Isanto      |
|    | Brasile (bandiera) | A     | Marcos Ariel de Paula |
|    | Italia (bandiera)  | A     | Nunzio Di Roberto     |
|    | Italia (bandiera)  | A     | Antonio Esposito      |
|    | Italia (bandiera)  | A     | Nicola Mancino        |
|    | Francia (bandiera) | A     | David Mounard         |
|    | Italia (bandiera)  | A     | Gianvito Plasmati     |

## Risultati

### Campionato

#### Girone di andata
| 26 agosto 2007 1ª giornata | Foggia | 0 – 0 | Legnano |  |

| 3 settembre 2007 2ª giornata | Sassuolo | 4 – 2 | Foggia |  |

| 9 settembre 2007 3ª giornata | Foggia | 2 – 1 | Lecco |  |

| 16 settembre 2007 4ª giornata | Pro Sesto | 2 – 0 | Foggia |  |

| 24 settembre 2007 5ª giornata | Pro Patria | 0 – 0 | Foggia |  |

| 30 settembre 2007 6ª giornata | Foggia | 2 – 3 | Cittadella |  |

| 8 ottobre 2007 7ª giornata | Venezia | 1 – 1 | Foggia |  |

| 14 ottobre 2007 8ª giornata | Foggia | 1 – 0 | Paganese |  |

| 21 ottobre 2007 9ª giornata | Foggia | 2 – 0 | Verona |  |

| 29 ottobre 2007 10ª giornata | Cavese | 2 – 1 | Foggia |  |

| 1 novembre 2007 11ª giornata | Foggia | 2 – 2 | Cremonese |  |

| 5 novembre 2007 12ª giornata | Foligno | 1 – 0 | Foggia |  |

| 12 novembre 2007 13ª giornata | Foggia | 4 – 0 | Manfredonia |  |

| 18 novembre 2007 14ª giornata | Padova | 1 – 1 | Foggia |  |

| 25 novembre 2007 15ª giornata | Foggia | 0 – 0 | Novara |  |

| 3 dicembre 2007 16ª giornata | Monza | 1 – 0 | Foggia |  |

| 9 dicembre 2007 17ª giornata | Foggia | 2 – 0 | Ternana |  |

#### Girone di ritorno
| 16 dicembre 2007 18ª giornata | Legnano | 0 – 0 | Foggia |  |

| 23 dicembre 2007 19ª giornata | Foggia | 1 – 0 | Sassuolo |  |

| 14 gennaio 2008 20ª giornata | Lecco | 2 – 1 | Foggia |  |

| 21 gennaio 2008 21ª giornata | Foggia | 1 – 0 | Pro Sesto |  |

| 3 febbraio 2008 22ª giornata | Foggia | 3 – 2 | Pro Patria |  |

| 10 febbraio 2008 23ª giornata | Cittadella | 0 – 2 | Foggia |  |

| 17 febbraio 2008 24ª giornata | Foggia | 1 – 0 | Venezia |  |

| 24 febbraio 2008 25ª giornata | Paganese | 0 – 1 | Foggia |  |

| 10 marzo 2008 26ª giornata | Verona | 1 – 0 | Foggia |  |

| 16 marzo 2008 27ª giornata | Foggia | 4 – 2 | Cavese |  |

| 22 marzo 2008 28ª giornata | Cremonese | 3 – 3 | Foggia |  |

| 31 marzo 2008 29ª giornata | Foggia | 2 – 0 | Foligno |  |

| 6 aprile 2008 30ª giornata | Manfredonia | 3 – 3 | Foggia |  |

| 13 aprile 2008 31ª giornata | Foggia | 1 – 1 | Padova |  |

| 20 aprile 2008 32ª giornata | Novara | 2 – 3 | Foggia |  |

| 27 aprile 2008 33ª giornata | Foggia | 1 – 0 | Monza |  |

| 4 maggio 2008 34ª giornata | Ternana | 0 – 0 | Foggia |  |

#### Play-off
| 18 maggio 2008 Semifinale play-off - andata | Foggia | 0 – 0 | Cremonese |  |

| 25 maggio 2008 Semifinale play-off - ritorno | Cremonese | 1 – 1 | Foggia |  |